# Oostpoort

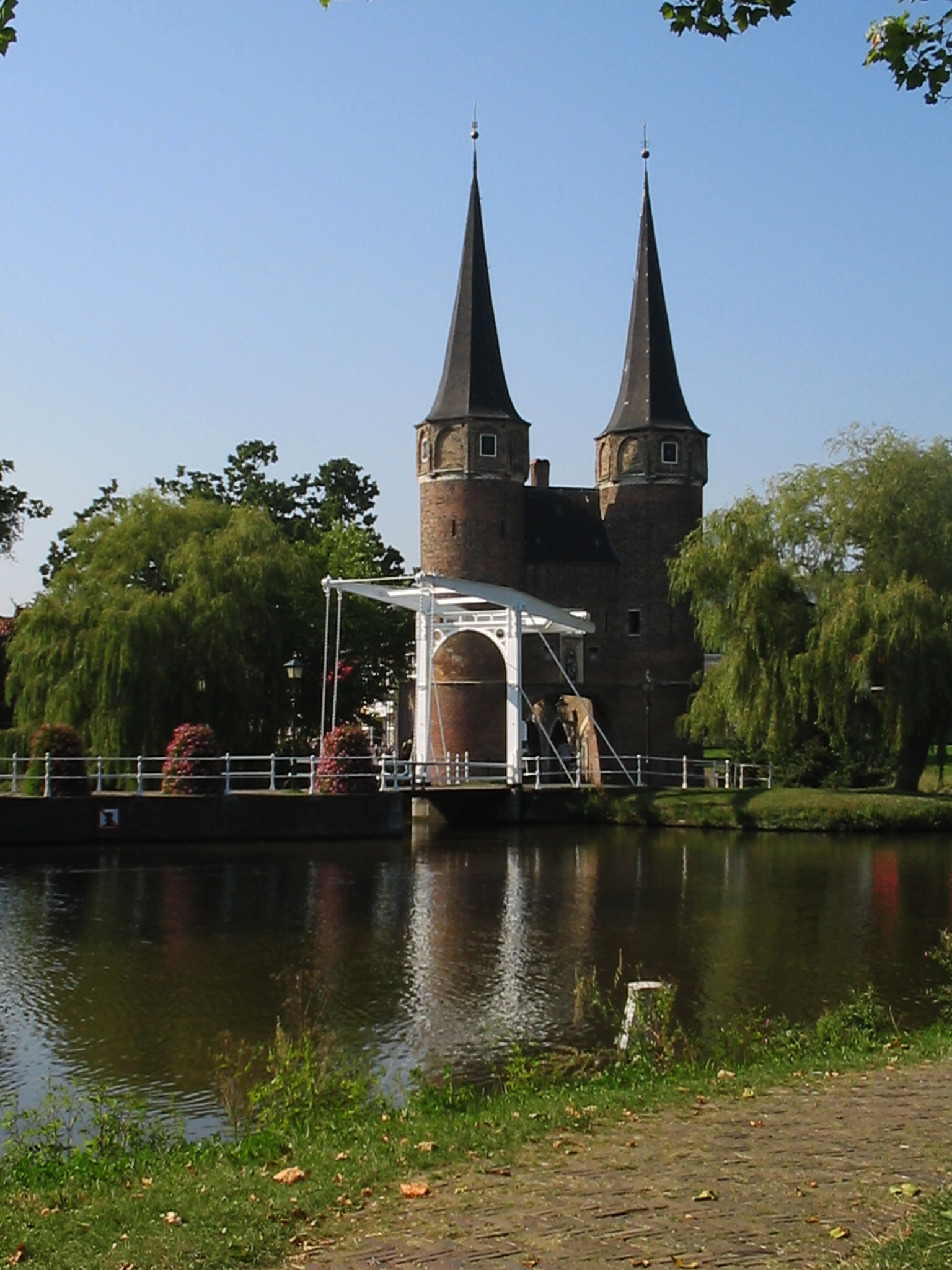
Oostpoort

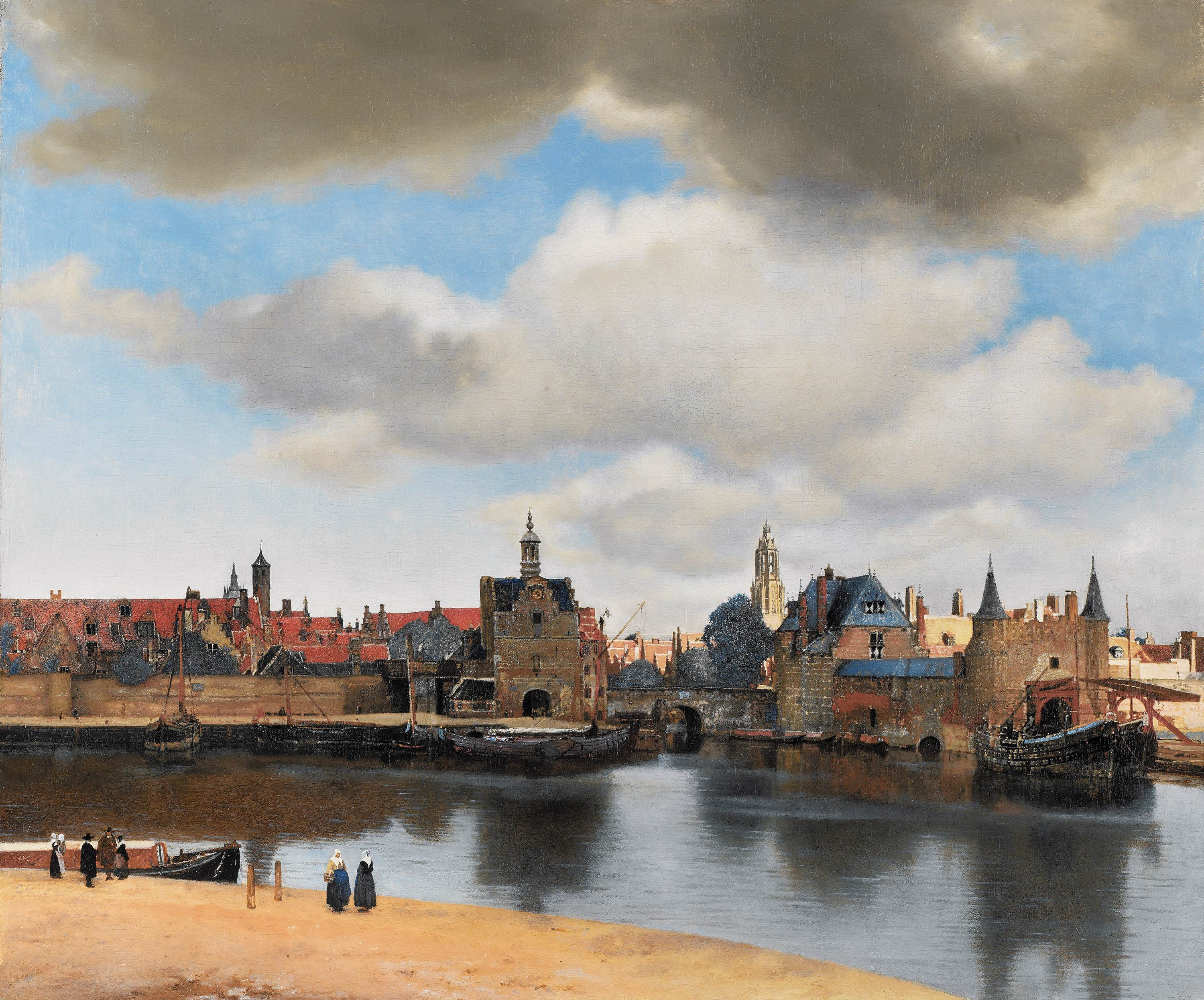
Vermeers Ansicht von Delft. Der Rotterdamse Poort ist rechts, der Schiedams Poort in der Bildmitte zu sehen.

Der Oostpoort in der niederländischen Universitätsstadt Delft ist das einzige erhaltene der früher fünf Stadttore Delfts. Er steht als Rijksmonument unter Denkmalschutz.
Das Oostpoort wurde um 1400 als ein leicht gebautes, für die Stadtverteidigung untergeordnetes Tor errichtet. Das Erdgeschoss ist als ein einziger Raum konzipiert, von wo aus über Luken die Umgebung beachtet und über Schießscharten geschossen werden konnte. In dem Raum befindet sich eine Treppe, die im Treppenturm zum Wehrgang der ursprünglich anschließenden Stadtmauer führte. Dort befand sich ein Wachraum.  Das Tor verfügt über einen Land- und einen Wasserzugang, die durch Reste einer Stadtmauer miteinander verbunden sind. Das Wassertor verfügt über eine Durchfahrtsöffnung, die mit Gittern verschlossen werden konnte. 
Die Türme wurden 1514 um ein Geschoss erhöht und mit der langgezogenen Spitze versehen.
Von 1962 bis 1964 wurde das Tor grundlegend restauriert und mit zwei kleinen Atelierwohnungen versehen, die 1988 zu einer Wohnung zusammengefügt wurden. Der Wehrgang wird seither als Ausstellungsraum einer Kunstgalerie verwendet.
Die anderen Stadttore Delfts waren der Rotterdamse, der Schiedamse, der Waterslootse und der Haagpoort. In Jan Vermeers Bild Ansicht von Delft sind zwei dieser früheren Tore, der Rotterdamse und der Schiedamse Poort, abgebildet. 